# Ордазы
Ордазы (каз. Ордазы) — село в Кармакшинском районе Кызылординской области Казахстана. Входит в состав Жосалинского сельского округа. Код КАТО — 434630700.
В окрестностях расположено месторождение крупнозернистого кварцевого песка Ордазы. 

## Население
В 1999 году население села составляло 23 человека (13 мужчин и 10 женщин). По данным переписи 2009 года, в селе проживало 20 человек (8 мужчин и 12 женщин).